# Vesturkirkjan
Vesturkirkjan (Västkyrkan) är en kyrkobyggnad belägen i Torshamn, Färöarna. Den stilrena och moderna kyrkan med koppartak invigdes 1975. Vesturkirkjan har blivit en av Torshamns landmärken, och dess form liknar ett segelfartyg. Det 42 meter höga tornet är formad som en lodrät halverad spetspyramid.
Kyrkan ligger i den västra delen av staden, vid hörnet mellan Jóannes Patursonargøta och Frælsið, och fungerar som sockenkyrka för den västra delen av staden, medan Torshamns domkyrka betjänar den östra delen.
Kyrkorummet med 800 sittplatser står med sina vita tegelväggar i kontrast till det svarta stengolvet. Kyrkans orgel är en Frobenius orgel från 1973 med 16 stämmor. Altarkorset är tillverkad av den danske guldsmeden och bildkonstnären Bent Exner (1932-2006).
Den 5 juni 2006 invigdes på kyrkans framsida ett minnesmärke, skapat av bildhuggaren Hans Pauli Olsen, för Sigmundur Brestisson, som för cirka 1000 år sedan kristnade Färöarna.
Vesturkirkjan har på somrarna öppet från måndag till fredag kl. 15-17. 
Ovanför kyrkan ligger parken Viðarlundin úti í Grið.